# Lästen
Lästen är en sjö cirka 14 kilometer söder om Gnesta i Nyköpings kommun i Södermanland och ingår i Svärtaåns huvudavrinningsområde. Sjön har en area på 0,216 kvadratkilometer och ligger 33,1 meter över havet.
Sjön är en sprickdalssjö och en av Svärtaåns källsjöar. Någon gång efter 1793 grävdes sjöns nuvarande utlopp, en kort bäckfåra med en fallhöjd av 7 meter  till sjön Likstammen, Natura 2000 - SE0220357.Därigenom sänktes sjöns vattennivå med ca 1,5 meter. Tack vare ett vandringshinder i Lästens nuvarande utlopp torde fiskbeståndet i Lästen vara genetiskt opåverkat sedan 150-200 år. Lästens avrinningsområde utgörs i allt väsentligt av en likåldrig  och grandominerad barrskog (huggningsklass D1 2012). Ett mindre tilloppsdike i SV är påverkad av jordbruksmark. Lästens södra strandlinje omfattar klippor och branter, medan den norra är skogbevuxen till standkanten.
Lästens strandlinje uppgår till 4,5 km och dess yta  till 23 ha. Med  ett medeldjup på 3,6 meter (största djup 4,8 meter) rymmer sjön 730 000 m3. Med ökad näringstillförsel har ett tidigare oligotroft (näringsfattigt) tillstånd ersatts av ett mesotroft (måttligt näringsfattigt) tillstånd.  Rester av en vattendriven såg/kvarn som tog ur bruk omkring 1920  återfinns i Lästens utlopp till Likstammen. Mellanvik, den enda bosättningen vid Lästen, brukades av torparen Hans redan 1654. Den sista småbrukaren avvecklade verksamheten, med tre kor och en häst, 1952.  Lästringe medeltidskyrka, 4,5 km SO om Lästen lär ha fått sitt namn av folket bosatt vid sjön "Lästern".

## Delavrinningsområde
Lästen ingår i delavrinningsområde (653690-158240) som SMHI kallar för Utloppet av Likstammen. Medelhöjden är 39 meter över havet och ytan är 49,12 kvadratkilometer. Räknas de 5 avrinningsområdena uppströms in blir den ackumulerade arean 58,73 kvadratkilometer. Avrinningsområdets utflöde Svärtaån (Sundbyån) mynnar i havet. Avrinningsområdet består mestadels av skog (63 procent). Avrinningsområdet har 10,44 kvadratkilometer vattenytor vilket ger det en sjöprocent på 21,2 procent.